# Julia Jost

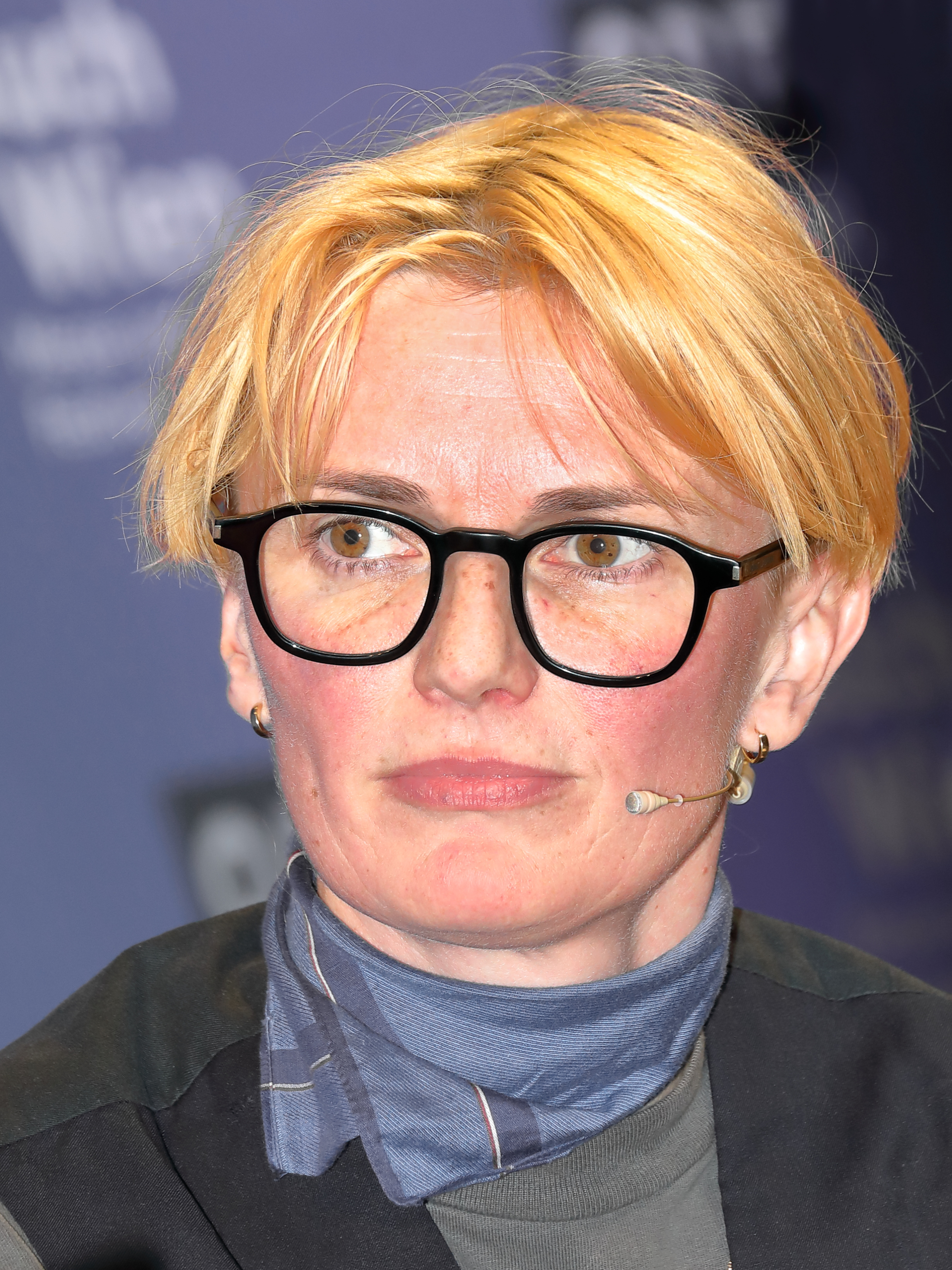
Julia Jost (2024)

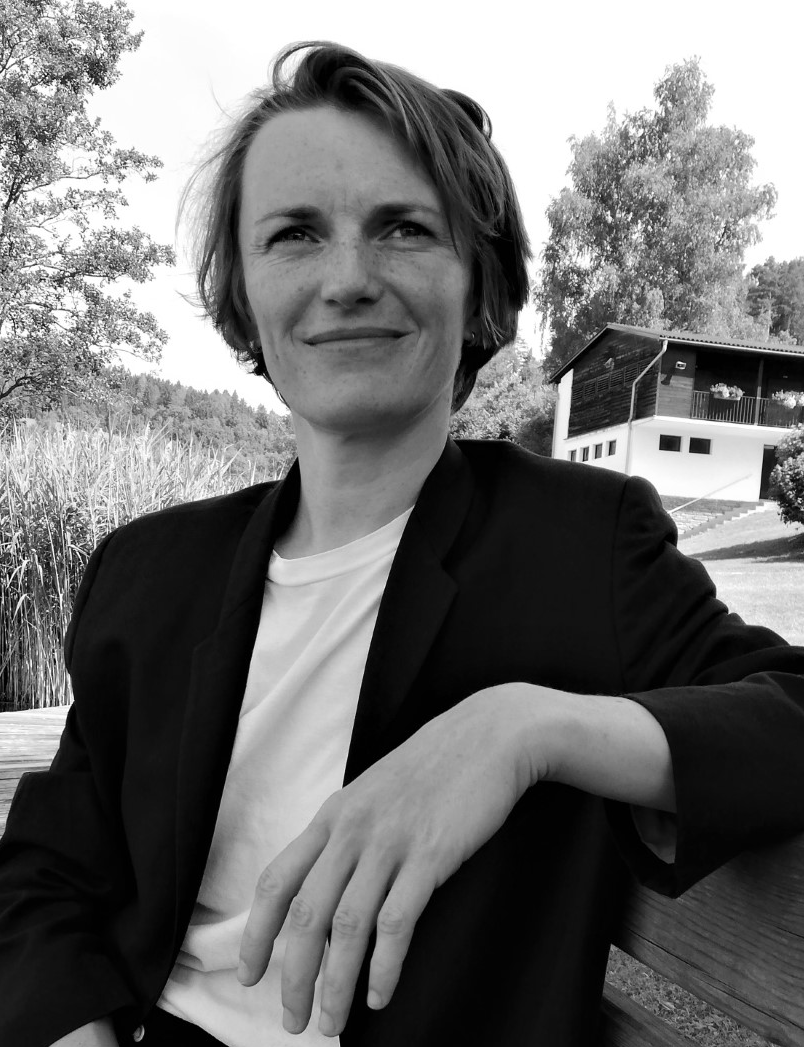
Julia Jost 2019

Julia Renelde Jost (* 1982 in St. Veit an der Glan, Kärnten) ist eine österreichische Theaterregisseurin und Autorin.

## Leben
Julia Jost wurde in St. Veit an der Glan geboren und wuchs in Mattersdorf, einem Ortsteil von Feldkirchen in Kärnten, auf. Im Alter von zehn Jahren übersiedelte sie mit ihrer Familie nach Rappitsch am Ossiacher See. Mit 14 ging sie an ein Internat in Baden bei Wien. Nach der Matura studierte sie ein Jahr Philosophie an der Universität Wien, danach wechselte sie an die Humboldt-Universität zu Berlin. 2008 begann sie an der Akademie für Darstellende Kunst Baden-Württemberg in Ludwigsburg bei Luk Perceval das Studium Theater-Regie, das sie 2011 abschloss. Anschließend studierte sie an der Akademie der bildenden Künste Wien bei Monica Bonvicini Bildhauerei und war am Landestheater Niederösterreich Regieassistentin.
Ab der Saison 2013/14 war sie Regieassistentin am Thalia Theater in Hamburg, wo sie unter anderem an Projekten wie Rennbahn der Leidenschaft. Thalia-Soap und der Langen Nacht der Weltreligionen beteiligt war und 2016 das Stück 3000 Euro nach dem gleichnamigen Roman von Thomas Melle in einer eigenen Bühnenfassung inszenierte. Im Jänner 2017 brachte sie die Novelle Roppongi des Kärntner Autors Josef Winkler in einer eigenen Fassung am Landestheater Niederösterreich auf die Bühne. In Hamburg entwickelt sie die HALLO:Festspiele mit.
Auf Einladung von Klaus Kastberger nahm sie 2019 an den 43. Tagen der deutschsprachigen Literatur in Klagenfurt teil, wo sie ihren Text Unweit vom Schakaltal las. Im Rahmen des Wettbewerbs wurde sie mit dem mit 10.000 Euro dotierten Kelag-Preis ausgezeichnet. Anfang 2024 erschien ihr Debüt-Roman Wo der spitzeste Zahn der Karawanken in den Himmel hinauf fletscht im Suhrkamp-Verlag, der im März und April 2024 auf Platz zwei der ORF-Bestenliste gewählt wurde und im Mai auf Platz 3 der SWR-Bestenliste. Im April 2024 wurde Rom, bestehend aus Shakespeares Tragödien Titus Andronicus, Coriolanus, Julius Caesar und Antonius und Cleopatra, überschrieben von Julia Jost, am Volkstheater unter der Regie von Luk Perceval uraufgeführt.
Eine Bühnenfassung ihres Debüt-Romanes Wo der spitzeste Zahn der Karawanken in den Himmel hinauf fletscht wurde im Oktober 2024 von Regisseurin Ute Liepold im kärnten.museum in Klagenfurt mit Schauspielerin Estha Sackl inszeniert.

## Publikationen
- 2024: Wo der spitzeste Zahn der Karawanken in den Himmel hinauf fletscht, Roman, Suhrkamp, Berlin 2024, ISBN 978-3-518-43167-2

## Auszeichnungen und Nominierungen
- 2019: Nominierung zum Ingeborg-Bachmann-Preis[2]
- 2019: Kelag-Preis[9]
- 2024: Shortlist für den Literaturpreis der Stadt Fulda mit Wo der spitzeste Zahn der Karawanken in den Himmel hinauf fletscht[19]
- 2024: Nominierung für den Österreichischen Buchpreis (Debütpreis, Wo der spitzeste Zahn der Karawanken in den Himmel hinauf fletscht)[20]
- 2024: Nominierung für den aspekte-Literaturpreis mit Wo der spitzeste Zahn der Karawanken in den Himmel hinauf fletscht[21]